# Élections régionales de 1970 dans les Abruzzes
Les élections régionales de 1970 dans les Abruzzes (en italien : Elezioni regionali in Abruzzo del 1970) se tiennent les 7 et 8 juin 1970 afin d'élire les 40 membres de la Ire législature du conseil régional des Abruzzes.
Le scrutin voit la victoire à la majorité relative de la Démocratie chrétienne (DC).

## Contexte
La Constitution de la République italienne de 1948 institue les régions (en italien : Regioni) en distinguant 15 régions « ordinaires » et cinq régions autonomes. Celles-ci sont rapidement dotées de leurs organes de gouvernement propre, tandis que les autres restent inactives.
En 1968, le Parlement adopte une loi électorale pour les conseils régionaux, directement inspirée de la loi électorale en vigueur pour la Chambre des députés. Il approuve deux ans plus tard, à quelques semaines des premières élections régionales, la loi permettant de financer les budgets des régions.
La région des Abruzzes constitue un fief de la Démocratie chrétienne (DC). Ainsi aux élections générales de 1968, la DC remporte à la Chambre des députés 48,7 % des voix et huit sièges sur 15 dans la circonscription de L'Aquila, qui correspond au territoire régional. Le Parti communiste italien (PCI), principale force de l'opposition, suit loin derrière avec 25,4 % des suffrages exprimés, devant le Parti socialiste unifié (PSU) qui réunit 11,6 %. Au Sénat de la République, la scène politique reste inchangée puisque la DC obtient 47,4 % et quatre mandats sur sept, contre 27,2 % pour le PCI et 13 % pour le PSU.
Au niveau municipal, la Démocratie chrétienne contrôle les quatre chefs-lieux de province, dont la capitale de la région L'Aquila.

## Mode de scrutin
Le conseil régional des Abruzzes (en italien : Consiglio Regionale dell'Abruzzo) est constitué de 40 conseillers élus pour cinq ans au scrutin proportionnel avec vote préférentiel et sans seuil électoral dans quatre circonscriptions plurinominales qui correspondent aux provinces.
Chaque électeur peut exprimer jusqu'à trois votes de préférence sur la liste à qui il accorde son suffrage. Les mandats sont ensuite répartis à la proportionnelle d'Hagenbach-Bischoff. Les sièges sont ensuite pourvus par les candidats comptant le plus grand nombre de voix préférentielles.
Les mandats qui n'ont pas été attribués à l'issue du premier décompte et les voix qui n'ont pas été utilisées sont rassemblés au niveau régional et distribués à la proportionnelle de Hare. Ils sont attribués, pour chaque parti, dans les provinces en fonction du ratio entre les votes restants et le total des suffrages exprimés.

### Répartition des sièges
| Provinces | Sièges |  |
| Chieti    | 13     |  |
| L'Aquila  | 12     |  |
| Pescara   | 7      |  |
| Teramo    | 8      |  |
| Total     | 40     |  |

## Campagne

### Principales forces politiques
| Parti | Parti                                                                                          | Idéologie                                                  |
| ----- | ---------------------------------------------------------------------------------------------- | ---------------------------------------------------------- |
|       | Démocratie chrétienne Democrazia Cristiana                                                     | Centre Démocratie chrétienne, antifascisme, anticommunisme |
|       | Parti communiste italien Partito Comunista Italiano                                            | Gauche Communisme, eurocommunisme, marxisme-léninisme      |
|       | Parti socialiste italien Partito Socialista Italiano                                           | Gauche Socialisme, réformisme, marxisme                    |
|       | Parti socialiste unitaire Partito Socialista Unitario                                          | Centre gauche Social-démocratie, socialisme                |
|       | Parti libéral italien Partito Liberale Italiano                                                | Centre droit Libéralisme, libérisme                        |
|       | Parti socialiste italien d'unité prolétarienne Partito Socialista Italiano di Unità Proletaria | Gauche Socialisme maximaliste                              |
|       | Mouvement social italien Movimento Sociale Italiano                                            | Extrême droite Néofascisme, nationalisme, anticommunisme   |

## Résultats

### Voix et sièges
|                        |                                                        |         |       |        |  |  |  |  |  |  |  |  |  |  |
| Parti                  | Parti                                                  | Voix    | %     | Sièges |  |  |  |  |  |  |  |  |  |  |
|                        | Démocratie chrétienne (DC)                             | 325 644 | 48,25 | 20     |  |  |  |  |  |  |  |  |  |  |
|                        | Parti communiste italien (PCI)                         | 153 854 | 22,80 | 10     |  |  |  |  |  |  |  |  |  |  |
|                        | Parti socialiste italien (PSI)                         | 60 507  | 8,96  | 3      |  |  |  |  |  |  |  |  |  |  |
|                        | Mouvement social italien (MSI)                         | 38 863  | 5,76  | 2      |  |  |  |  |  |  |  |  |  |  |
|                        | Parti socialiste unitaire (PSU)                        | 36 831  | 5,46  | 2      |  |  |  |  |  |  |  |  |  |  |
|                        | Parti socialiste italien d'unité prolétarienne (PSIUP) | 21 567  | 3,20  | 1      |  |  |  |  |  |  |  |  |  |  |
|                        | Parti libéral italien (PLI)                            | 19 377  | 2,87  | 1      |  |  |  |  |  |  |  |  |  |  |
|                        | Parti républicain italien (PRI)                        | 16 983  | 2,52  | 1      |  |  |  |  |  |  |  |  |  |  |
|                        | Parti démocratique italien d'unité monarchiste (PDIUM) | 1 313   | 0,19  | 0      |  |  |  |  |  |  |  |  |  |  |
|                        |                                                        |         |       |        |  |  |  |  |  |  |  |  |  |  |
| Votes valides          | Votes valides                                          | 674 939 | 95,04 |        |  |  |  |  |  |  |  |  |  |  |
| Votes blancs et nuls   | Votes blancs et nuls                                   | 35 192  | 4,96  |        |  |  |  |  |  |  |  |  |  |  |
| Total                  | Total                                                  | 710 131 | 100   | 40     |  |  |  |  |  |  |  |  |  |  |
| Abstention             | Abstention                                             | 125 002 | 14,97 |        |  |  |  |  |  |  |  |  |  |  |
| Inscrits/Participation | Inscrits/Participation                                 | 835 133 | 85,03 |        |  |  |  |  |  |  |  |  |  |  |

### Conséquences
Le 3 septembre 1970, près de trois mois après la tenue du scrutin, le démocrate chrétien Ugo Crescenzi est investi président de la junte régionale après avoir formé une coalition avec le PSI et le PRI.